# Małyj Tołkisz
Małyj Tołkisz (ros. Малый Толкиш) – wieś (sieło) w Rosji, w Tatarstanie, w rejonie czistopolskim. W 2010 liczyła 232 mieszkańców.